# Baron Darling

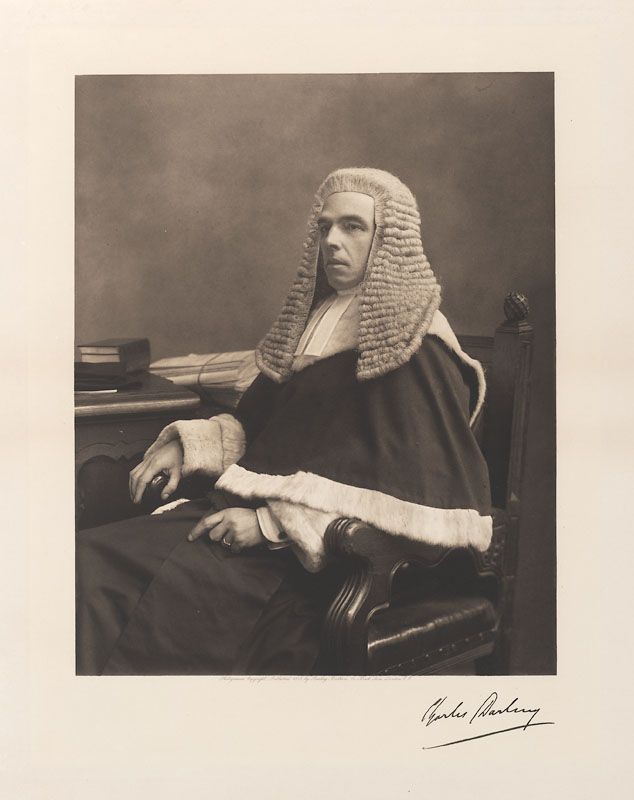
Charles Darling, 1. Baron Darling

Baron Darling, of Langham in the County of Essex, ist ein erblicher britischer Adelstitel in der Peerage of the United Kingdom.
Heutiger Familiensitz der Barone ist Intwood Hall bei Intwood in Norwich.

## Verleihung
Der Titel wurde am 12. Januar 1924 für den konservativen Politiker und Richter am High Court of Justice Sir Charles Darling geschaffen.
Heutiger Titelinhaber ist seit 2003 dessen Urenkel Robert Darling als 3. Baron.

## Liste der Barone Darling (1924)
- Charles Darling, 1. Baron Darling (1849–1936)
- Robert Darling, 2. Baron Darling (1919–2003)
- Robert Darling, 3. Baron Darling (* 1944)

Titelerbe (Heir Apparent) ist der Sohn des aktuellen Titelinhabers, Hon. Robert Darling (* 1972).